# Alexander Orlow

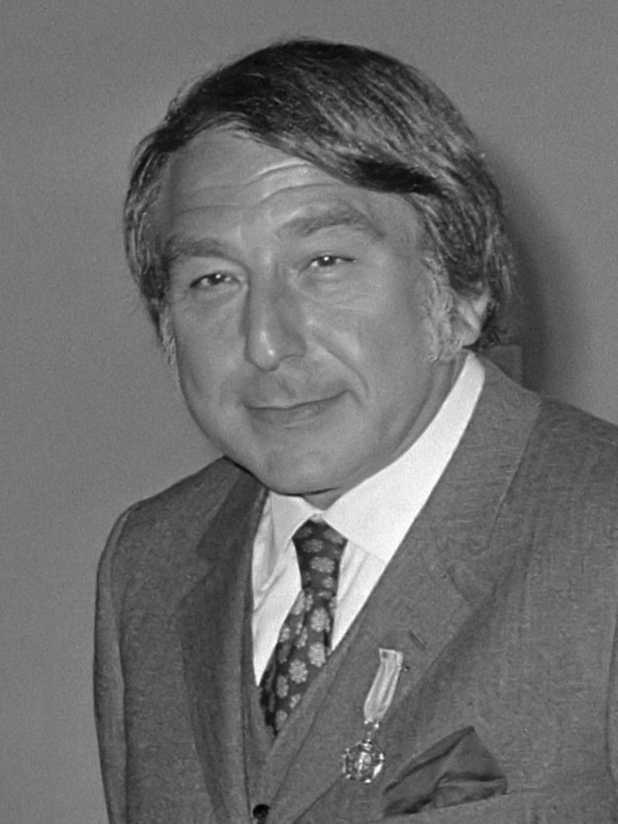
Alexander Orlow in 1969

Alexander Orlow (Berlijn, 10 oktober 1918 – Lugano, 31 oktober 2009) was een Nederlands ondernemer.

## Leven
Hij was zoon van Russische ouders op de vlucht voor de Russische revoluties (Russische Revolutie, Februarirevolutie en Oktoberrevolutie). Vader Julius Israel Orlow was menger en keurder van tabakssoorten, moeder was Therese Zellermayer. Hijzelf trouwde in 1948 met de Rotterdamse Jacoba (Jacobina) van den Brink (1920-2011); ze werkte wel als model voor modehuis Metz & Co. Dochter Patricia Orlow pakte het modebeleid van haar ouders op en zorgde voor aankleding van filmacteurs. Ze is zelf nog te zien in de film De vijf van de vierdaagse. 
Alexander Orlow was voorbestemd om in de voetsporen van zijn vader te gaan; menger van tabakssoorten. Daartoe werd hij naar de tabaksvelden in Georgia, Verenigde Staten gestuurd om vervolgens in een sigarettenfabriek in Londen te gaan/moeten werken. Eenmaal uitgeleerd brak de Tweede Wereldoorlog uit en hij vestigde zich als tabakshandelaar in de Verenigde Staten, waarbij Turmac (Tobacco Company) een van zijn belangrijkste klanten werd. Na die oorlog trok Orlow naar het Turmac-filiaal in Zevenaar, dat in die oorlog zwaar te lijden had gehad; hij moest het weer opbouwen. Hij werd er uiteindelijk president-directeur. Onder zij leiding kwam er een kantoor in Amsterdam–Buitenveldert.
Orlow groeide door binnen het tabaksbedrijf, dat door vele fusies in de tabakswereld uiteindelijk bij British American Tobacco eindigde. 
Hij was liefhebber van rugby en speelde ook wedstrijden voor ARVC (Amsterdamse Rugby en Voetbal Club) en speelde eind jaren dertig ook enkele interlands.
Orlow was enige jaren eigenaar van het landhuis Amstelrust, woonde daar ook enige tijd, en verhuisde vanuit door voor het echtpaar door Hein Salomonson ontworpen woning Apollolaan 141, Amsterdam naar Parijs.  Na een lange ziekteperiode overleed hij in Lugano; de urn met zijn as werd bijgezet op Zorgvlied. 

## Zilveren Anjer
Een van de merken die Turmac voerde was Peter Stuyvesant (vernoemd naar Peter Stuyvesant). Hij merkte bij de oplevering van het kantoor aan De Boelelaan, dat het daar aanmerkelijk stiller bleef dan in de fabriek. Er was nauwelijks sociaal contact tussen de werknemers. Het leidde tot een nieuwe filosofie bij de manier van werken, zoals inrichting van de arbeidsplaatsen en meer aandacht aan die arbeiders. Zo kwam er onder meer een nieuwe kantine, die regelmatig schoon werd gemaakt; eerder vond men dat niet de moeite. Orlow vond ook dat kunst in fabriek en kantoor een plaats verdiende om het werkklimaat te verbeteren. Eerst zag men dit met argusogen aan en vond het nodeloos. Toen Orlow de schilderijen plots weghaalde, kwam er ineens protest. Een andere reden van het ontstaan was Orlows eigen liefhebberij van beeldende kunst. Hij liet de aangekochte schilderijen regelmatig verwisselen om een dreigende eentonigheid te voorkomen. Hij zag zelf dat arbeiders wel naar een “nieuw” schilderij keken, maar dat na verloop van enkele maanden dat schilderij niet meer opviel. De aangekochte kunstverzameling groeide uit tot de Stuyvesant-collectie (later BATartventure Collection). In aanvulling op het ophangen van beeldende kunst liet Orlow deskundigen lezingen houden voor geïnteresseerd personeel; zo werd onder meer Pierre Janssen ingeschakeld. Personeel kon tegen gereduceerd tarief ook zelf schilderijen uit de collectie aankopen. In 1969 kreeg hij vanwege het opbouwen van die collectie de Zilveren Anjer opgespeld. Orlow leende de aangeschafte werken ook wel exposeren in officiële musea; de twee gebouw kregen een inschrijving als museum, ze waren openbaar toegankelijk. Ook op ander vlak had hij aandacht voor het personeel; zij kregen jasschorten ontworpen door Dick Holthaus; kalenders kwamen naar ontwerp van Wim Crouwel.